# Крст у хералдици
Крст, као симбол хришћанства, је веома чест симбол у хералдици. Био је врло чест у хералдици још у време њеног настајања услед крсташких ратова.
Првенствено због њихове честе употребе приликом крсташких ратова, крстови играју врло важну улогу у хералдици. Има скоро 400 различитих облика и варијанти крста који су забележени у хералдичкој пракси. Ипак, само око 20 варијанти се често појављује. Иако некад има чист геометријски облик, нема сумње да крст у хералдици представља оличење часног крста. Због смањивања штитова, мењао се и облик крста на штиту. Временом се променио у једноставан крст једнаких кракова.
Појављује се јако пуно различитих крстова у хералдици. Неки од њих су: cross couped or humetty, patriarchal cross, pointed cross, cross clechée, cross crosslet, cross crosslet fitched, cross flory, cross patée or formée, cross patée fitched, cross patée fitched at foot, cross patée quadrate, cross tau, cross parted and fretty...

## Примери
- cross moline
- cross patonce
- cross fleuretté
- Тролисни крст (cross botonny)
- Toulouse cross
- Малтешки крст (Maltese cross)
- cross potent
- divisional cross
- cross voided
- cross fimbriated or bordured
- cross quarter-pierced
- cross quatrate
- cross pommé
- passion cross
- Calvary cross
- fitched
- Руски крст